# İlhan Çayı
Il fiume di İlhan (İlhan Çayı) è un fiume turco tagliato dalla diga di Asartepe nella provincia di Ankara. È un affluente del fiume di Kirmir (Kirmir Çayı), esso stesso affluente del fiume Sakarya a cui si congiunge al livello del lago formato dalla diga di Sarıyar.